# جاي نيلسون توك
جاي نيلسون توك (بالإنجليزية: Jay Nelson Tuck)‏ هو صحفي أمريكي، ولد في 24 يونيو 1916، وتوفي في 22 نوفمبر 1985.